# Collins (månkrater)
För andra betydelser, se Collins (olika betydelser).
Collins är en nedslagskrater på månens framsida. Collins har fått sitt namn efter den amerikanske astronauten Michael Collins.
Kratern kallades tidigare Sabine D.